# Zwarte Heide
De Zwarte Heide (ook: De Brem of Graafse Bos genaamd) is een natuurgebied ten zuiden van Heijen, ten oosten van de buurtschap Diekendaal.
Het betreft een bosgebied op rivierduin met prachtige lanen die omzoomd zijn met eiken en lariksen. Dit gebied is in particulier bezit.
Ten noorden van dit bosgebied ligt een landbouwontginning (ook De Brem genaamd) die tegenwoordig (2015) wordt ontwikkeld tot bedrijventerrein De Brem. Ook ligt er in dit gebied een camping.